# Heterolocha hypochrysea
Heterolocha hypochrysea là một loài bướm đêm trong họ Geometridae.